# Fotogramas de Plata 1951
El lliurament del 2n Premi Fotogramas de Plata (coneguts oficialment com a Placa San Juan Bosco), corresponent a l'any 1951 lliurat per la revista espanyola especialitzada en cinema Fotogramas que atorgava el premi al "millor intèrpret de cinema espanyol que hagi demostrat amb propietat un paper de destacats valors morals, va tenir lloc el 31 de gener de 1952, diada de Sant Joan Bosco, a la residència de la família Nadal-Rodó, propietària de la revista, a la ronda de Sant Pere de Barcelona.

## Candidatures

### Millor intèrpret de cinema espanyol
| Intèrpret             | Pel·lícula | Resultat  |
| --------------------- | ---------- | --------- |
| Fernando Fernán Gómez | Balarrasa  | Guanyador |